# Моріс Баррес
Морі́с Барре́с (фр. Maurice Barrès, 19 серпня 1862, Шарм (Вогези) — 4 грудня 1923, Неї-сюр-Сен) — французький письменник, журналіст, політик правого спрямування.

## Біографія
Народився в Шармі на Мозелі (департамент Вогези). Гімназійні роки провів у інтернаті в Нансі. 1882 року вступив на факультет права Паризького університету, водночас почав дописувати у паризькі журнали й газети як фейлетоніст. Спершу Баррес писав для щомісячника «Молода Франція» (Jeune France), а невдовзі заснував власний журнал «Чорнильні плями» (Taches d'encre). 1888 року Баррес опублікував роман «Під поглядом варварів» (Sous l'œil des barbares), який приніс йому відомість та письменницьке визнання. Роман став першим томом автобіографічної трилогії, головний герой якої, занурившись у декадентський світ Парижу кінця 19 століття, розчаровується в ньому й повертається на малу батьківщину в Лотарингію, де плекає народні традиції та католицьку віру.
1889 року Баррес став послідовником правого популістичного політика генерала Жоржа Буланже, відомого як «генерал Реванш» (le Général Revanche).
1892 року Баррес опублікував роман «Ворог закону» (L'ennemi des lois) та збірку подорожніх нотаток «Кров, пристрась, смерть» (Du sang, de la volupté, de la mort).
Протягом 1897–1901 років Баррес видав нову трилогію «Роман національної енергії» (Le Roman de l'énergie nationale), головний герой якої спершу потрапляє в Париж, де почувається людиною без коріння, а згодом повертається до Лотарингії й бореться за її звільнення від німців.
1906 року Баррес був обраний до Французької академії, а також переміг на виборах до Національної асамблеї від округу в Неї-сюр-Сен, депутатом якої залишався до кінця життя.
1913 року з'явилася ще одна трилогія Барреса «Бастіони Сходу» (Les bastions de l'Est), яка мала яскраве націоналістичне та антинімецьке спрямування.
1914 року Баррес став головою націоналістичної та антинімецької Ліги Патріотів. Під час Першої світової війни Баррес активно виступав як публіцист й намагався щоденно публікувати принаймні одну статтю.
Після Першої світової війни Баррес став головною негативною постаттю французької літератури для сюрреалістів. Андре Бретон навіть організовував сюрреалістські заходи у вигляді показових судових засідань проти Баресса. Водночас Баррес мав і чимало прихильників не лише з правого, а й з лівого політичного крила, які, не сприймаючи його політичної програми, високо цінували його досконалий літературний стиль. Тож творчістю Барреса захоплювалися такі прихильники лівого світогляду, як Луї Арагон, Андре Мальро та Франсуа Міттеран. Творчість Барреса мала також вплив на Андре Жіда, Франсуа Моріака та ін.

## Твори

### Романи
- Le Culte du moi. Examen des trois idéologies (автобіографічна трилогія)
  - Sous l'oeil des barbares. — Paris: Lemerre, 1888 Gallica [Архівовано 4 квітня 2010 у Wayback Machine.]
  - Un homme libre. — Paris: Perrin, 1889 Gallica [Архівовано 7 березня 2016 у Wayback Machine.]
  - Le Jardin de Bérénice. — Paris: Perrin, 1891 Gallica [Архівовано 17 липня 2010 у Wayback Machine.]
- L'Ennemi des Lois. — Paris: Perrin, 1893 Gallica [Архівовано 11 серпня 2014 у Wayback Machine.]
- Le Roman de l'énergie nationale (трилогія)
  - Les Déracinés. — Paris: Fasquelle, 1897 Gallica [Архівовано 27 червня 2015 у Wayback Machine.]
  - L'Appel au soldat. — Paris: Fasquelle, 1897
  - Leurs figures. — Paris: Juven, 1902
- Les Bastions de l'Est (трилогія)
  -  Au service de l'Allemagne. — Paris: A. Fayard, 1905
  - Colette Baudoche. — Paris: Juven, 1909
  - La Colline inspirée. — Paris: Émile Paul, 1913 Archive.org
- Un jardin sur l'Oronte. — Paris: Plon, 1922

### Оповідання
- La vierge assassinée, avec une lettre-préface de l'Auteur. Paris: E. Sansot & Cie, 1904

### П'єси
- Une journée parlementaire, comédie de moeurs en 3 actes. — Paris: Charpentier et Fasquelle, 1894 Gallica [Архівовано 10 серпня 2014 у Wayback Machine.]

### Подорожні нотатки
- Du sang, de la volupté, de la mort: Un amateur d'âmes. Voyage en Espagne, Voyage en Italie, etc.. — Paris: Charpentier et Fasquelle, 1894 Gallica [Архівовано 30 грудня 2015 у Wayback Machine.]
- Amori et Dolori sacrum. La mort de Venise. — Paris: Juven, 1903 Gallica [Архівовано 31 березня 2015 у Wayback Machine.]
- Le Voyage de Sparte. — Paris: Juven, 1906 Archive.org
- Le Gréco ou le Secret de Tolède. — Paris: Émile-Paul, 1911
- Une enquête aux pays du Levant. — Paris: Plon, 1923.

### Політичні праці
- Étude pour la protection des ouvriers français. — Paris: Grande impr. parisienne, 1893 Gallica [Архівовано 3 грудня 2015 у Wayback Machine.]
- Scènes et doctrines du nationalisme — Paris: Juven, 1902 Gallica [Архівовано 4 квітня 2010 у Wayback Machine.]
- Les amitiés françaises. — Paris: Juven, 1903
- La grande pitié des Eglises de France. — Paris: Émile-Paul, 1914
- Une visite à l'armée anglaise. — Paris: Berger-Levrault, 1915 Gallica [Архівовано 10 серпня 2014 у Wayback Machine.]
- Les Diverses Familles spirituelles de la France. — Paris: Émile-Paul, 1917 Gallica [Архівовано 27 червня 2015 у Wayback Machine.]
- L'Ame française et la Guerre (chroniques). — Paris: Émile-Paul, 1915–1920
- Le Génie du Rhin. — Paris: Plon, 1921
- Faut-il autoriser les congrégations? Les Frères des écoles chrétiennes. — Paris: Plon-Nourrit, 1923 Gallica [Архівовано 7 березня 2016 у Wayback Machine.]
- Souvenirs d'un officier de la Grande armée, par [Jean-Baptiste-Auguste Barrès]; publiés par Maurice Barrès, son petit-fils. — Paris: Plon-Nourrit, 1923

### Антології
- Quelques cadences. — Paris: Sansot, 1904 Gallica [Архівовано 25 листопада 2015 у Wayback Machine.]

### Посмертні публікації
- Le Mystère en pleine lumière. — Paris: Plon, 1926
- Les Maîtres. — Paris: Plon, 1927
- Mes cahiers. — Paris: Plon, 1929–1957 (14 томів)

### Новіші видання
- Scènes et doctrines du nationalisme. — Paris: Editions du Trident, 1987
- Mes cahiers: 1896–1923. — Paris: Plon, 1994; herausgegeben von Guy Dupré
- Journal de ma vie extérieure. — Paris: Julliard, 1994; ISBN 2-260-01111-X
- Romans et voyages. — Paris: Editions Robert Laffont, 1999 (2 томи)
- Un jardin sur l'Oronte. — Transbordeurs, 2005; ISBN 2-84957-006-0
- La Colline inspirée. — Paris: Rocher, 2005; ISBN 2-268-05249-4
- Sparte: Paysage d'un mythe. — Magellan & Cie, 2004; ISBN 2-914330-63-4